# Система EM-4H
Система EM-4H — низкочастотная электроразведка в аэроварианте, реализующая метод дипольного индукционного профилирования (ДИП-А).
В ряду аэрогеофизических методов, активно применяемых на практике, очень важное место занимает электроразведка в различных её модификациях. История развития аэроэлектроразведочных систем насчитывает уже более полувека. Аппаратура, разработанная для этого метода, позволяет производить съемку и получать карты эффективных проводимостей масштаба 1:5000.

## Техническое описание EM-4H
Аппаратура EM-4H производит одновременные измерения на четырёх частотах 130, 520, 2080 и 8320 Гц. В качестве источника поля используется закрепленная на фюзеляже летательного аппарата горизонтальная многовитковая рамка (вертикальный магнитный диполь). В реализованных системах носителями были самолеты Ан-2, Ан-3 и вертолет Ми-8. В самолетных вариантах петля передатчика натягивается между бипланными стойками и задним швартовочным узлом. В результате она имеет форму треугольника площадью около 40 м2. При установке на вертолет Ми-8 для монтажа передатчика конструируется специальная рама, к которой крепится петля (рис. 1). Площадь витка составляет уже около 60 м2. Форма тока представляет собой сумму гармонических сигналов соответствующих частот. Дипольные моменты отличаются для разных типов носителей, их ориентировочные величины для четырёх частот в порядке возрастания такие: 20000, 10000, 6000, 3000 А•м2.
Измерение параметров переменного магнитного поля осуществляется приёмными рамками, расположенными в гондоле, буксируемой на тросе длиной 70 метров. Приёмник имеет каналы измерений по трем ортогональным осям. Его чувствительность на рабочих частотах составляет сотые доли мкА/м (100 ppm).
При таких геометрических параметрах системы существует известная проблема — компенсация влияния наведенных на борту летательного аппарата токов. Для её решения в системе EM-4H устанавливаются две компенсирующие петли. В каждую петлю компенсатора закачивается ток своей частоты, отличной от рабочих. Сигнал на этих частотах измеряется приёмником наравне с остальными. Закон распространения магнитного поля одинаков для всех частот. Поэтому на высотах более 500 метров, где отклик от земли пренебрежимо мал, можно подобрать линейную комбинацию векторов больших полуосей эллипсов поляризации на компенсирующих частотах, равную проекции мнимого вектора рабочей частоты на их плоскость. Таким образом, при вычитании этой линейной комбинации, получается линейно поляризованный сигнал. Эта операция проделывается с каждой из рабочих частот. Далее фаза детектирования выбирается так, чтобы векторы возбуждения оказались действительными. Так как коэффициенты подбираются автоматически бортовым компьютером, на эти процедуры уходит совсем немного времени: 2-3 минуты.
Стабильность системы обеспечена введением специального эталонного сигнала, в результате чего достаточно производить компенсацию дважды за вылет — в начале и в конце.

## Измеряемые параметры
Результатом работы системы EM-4H являются синфазные и квадратурные компоненты или амплитуды и фазы компонент вектора переменного магнитного поля на каждой из рабочих частот 130, 520, 2080 и 8320 Гц. Кроме того, вычисляются традиционные для метода ДИП-А отношения полуосей, квадраты больших полуосей и углы в осях приёмника больших полуосей эллипсов поляризации. Дополнительно определяется положение гондолы относительно летательного аппарата. Вычисление эффективных проводимостей производится как решение обратной задачи для проводящего однородного полупространства на каждой частоте.
Традиционно при обработке данных подобных систем интерпретация производится с использованием эллиптичности, по информативности сопоставимой с квадратурной компонентой отклика, и высоты. В области максимума график зависимости квадратурной компоненты отклика от сопротивления (рис. 2) требует дополнительных методик обработки, чтобы отличить левую ветвь от правой. В частности, используется методика построения карт по отношению сигналов квадратурных компонент на двух соседних частотах.
Однако, все современные методы интерпретации данных частотной аэроэлектроразведки используют и квадратурную, и синфазную компоненты отклика для расчета кажущихся сопротивлений и глубин. Для определения синфазной компоненты отклика в системе EM-4H разработана специальная методика.